# Búbos banka

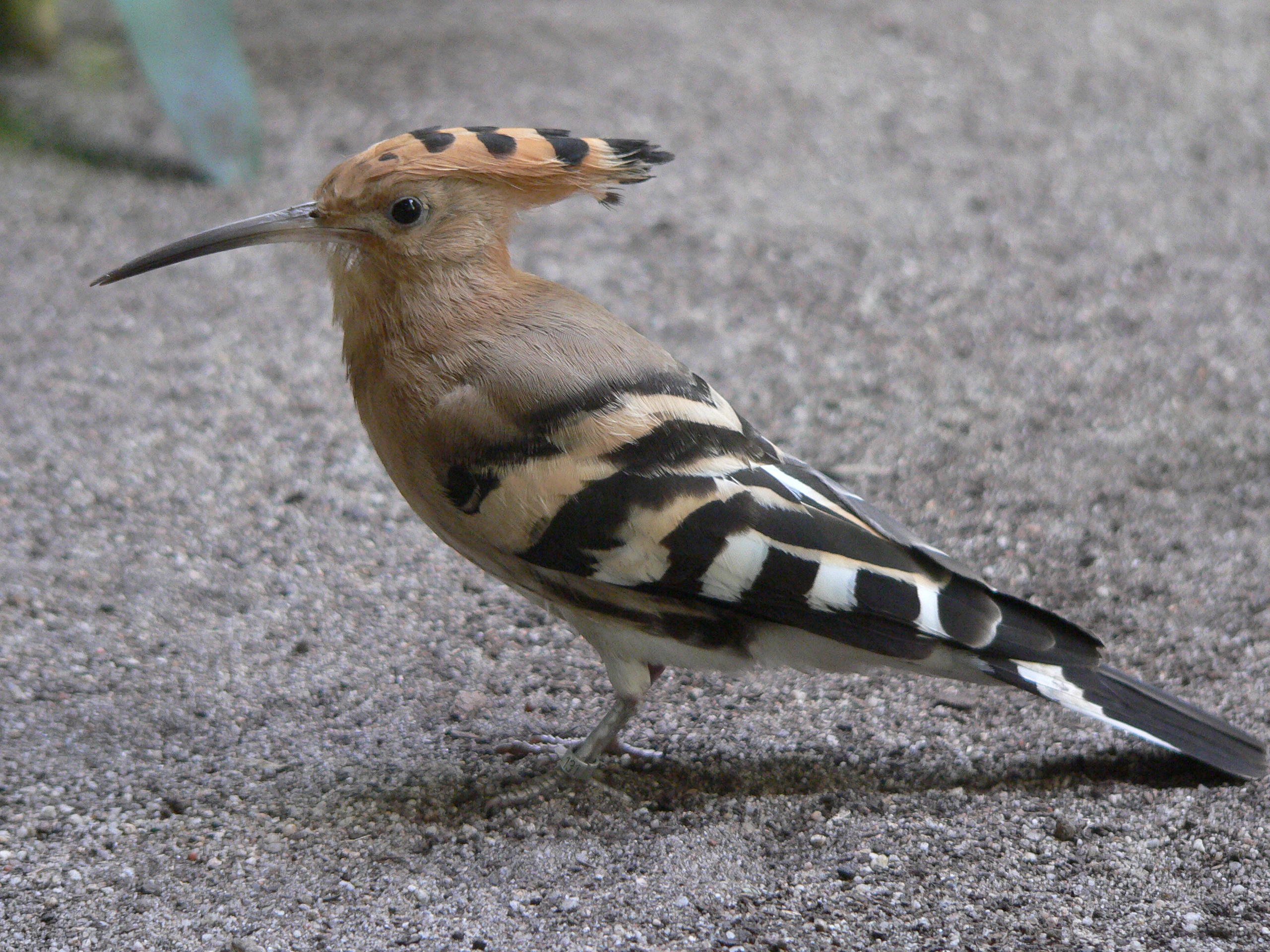

A búbos banka (Upupa epops) a madarak osztályán belül a szarvascsőrűmadár-alakúak (Bucerotiformes) rendjében a bankafélék (Upupidae) családjába tartozó Upupa nem egyetlen faja.
A Magyar Madártani és Természetvédelmi Egyesület háromszor is az év madarává választotta (1989, 1990, 2015). Izrael nemzeti madara.
Afrikai alfaját korábban külön fajnak tekintették, Upupa africana néven. Az elkülönítés alapja az volt, hogy az afrikai bankáknál az evezők fehér sávjai egyetlen nagy, fehér folttá olvadnak össze. A törzsalak és az afrikai forma hangja, viselkedése és szaporodásbiológiája azonban oly mértékben megegyezik, hogy a faji szintű elkülönítést újabban nem tartják indokoltnak. Ugyanígy csak alfaj a Madagaszkáron élő forma, melyet azonban a Természetvédelmi Világszövetség külön fajként tart nyilván, Upupa marginata néven.
Rokon faja volt a korábban élt, nagy testű, feltehetően röpképtelen Szent Ilona-szigeti búbos banka (Upupa antaios), mely csak csontmaradványaiból ismeretes. Kipusztulását a vadászat és a behurcolt ragadozó emlősök (főleg macskák) okozták, röviddel a sziget felfedezése (1502) után. Kb. 15 dkg.

## Előfordulása
Európában, Ázsiában és Észak-Afrikában is fészkel; telelni Afrika középső részére vonul. A rétekkel, legelőkkel határos, nyílt állományú öreg erdőket kedveli, ahol a fészkeléshez odvas fákat talál. Lakott helyeken, településeken is megjelenik.

## Alfajai
- Upupa epops africana  (Bechstein, 1811)
- Upupa epops ceylonensis  (Reichenbach, 1853)
- Upupa epops epops  (Linnaeus, 1758)
- Upupa epops longirostris  (Jerdon, 1862)
- Upupa epops major  (Brehm, 1855)
- Upupa epops marginata  (Cabanis & Heine, 1859), Madagaszkári búbos banka
- Upupa epops senegalensis  (Swainson, 1837)
- Upupa epops waibeli (Reichenow, 1913)

## Megjelenése
Testhossza 25–29, szárnyfesztávolsága 44–48 cm, súlya 45–87 g. Rigónál nagyobb, tarka tollruhájú madár. Fején jellegzetes, sugarasan felmereszthető tollbóbitát visel, amely nyugalmi állapotban a tarkóra simul. A felnőtt egyedek feje, nyaka és egész alsóteste világos rozsdássárga. A hát és a szárnyak feketék, sűrű fehér harántsávozással. A farok fekete, a farktollak közepén széles fehér harántsáv húzódik. A bóbita tollai rozsdavörösek, az első 4–5 toll vége fekete, a leghosszabb tollak vége fehér-fekete. A fiatalok színezete elmosódottabb, halványabb, bóbitájuk nem olyan fejlett, mint a felnőtt egyedeké. A csőr enyhén lefelé ível, hosszú, csipeszszerű és fekete. A láb ólomszürke, a szem sötétbarna.

## Életmódja
Táplálékát rovarok (főleg sáska, tücsök, cserebogár, lótetű), valamint lárvák, pajorok, kukacok és giliszták képzik, melyeket hosszú csőrével a földből szedeget ki.
Szívesen elfoglalja a harkályok odúit, de bármilyen alkalmas faodúban, üregben, kőrakásban költ, akár talajszinten is. 5–8 piszkosfehér tojásán kizárólag a tojó kotlik, miközben a hím a táplálékot hordja. A fiókák etetésében mindkét szülő részt vesz. A fiókák veszély esetén bűzös ürüléket spriccelnek támadójuk felé, és a költőüreg is tele van bűzös ganéval – erre utal a madár számos népies neve: büdösbanka, szurtos dudu, ganajmadár, fostos bugybóka stb.

## Szaporodása
Üregekben, főleg harkályok odvaiban költ, de lakott helyeken, településeken is fészkel. A fészekrakási szokásai sokszor az extremitást idézi, hiszen találták már meg a fészkét farakás között, fában szegény vidékeken sziklarepedésekben, kőfalak üregeiben vagy kutakban, de költhet löszfalak üregeiben is, és talán a legérdekesebb, amikor egy kotló a porladó lókoponyába rakott fészket. Fészekalja 5–8 tojásból áll, melyen a tojó 16–19 napig egyedül költ. A fiatalok 26–27 naposan repülnek ki a fészekből.

## Kárpát-medencei előfordulása
Magyarországon márciustól szeptemberig tartózkodik, rendszeres fészkelő; ősszel délre vonul.

## Érdekesség
A búbos bankáról utcát neveztek el Budapest XVII. kerületében, a Madárdombon.

## Népies nevei
Babuba, (fostos) bugy(b)óka, (Somogy m.), butyboka, babuk(a), babutyka, baták, büdös bod, büdös/bűzös banka, babut(k)a, bubutka, budoga (Pécs), szaros babucska (Albertirsa), bóbásbanka (Heves m.), daduk, dudoga, dod, dutka, szurtos dudu, ganajmadár (Jászberény), polonca, jututu-banka, szalakatóka, sárosbanka

## Képek

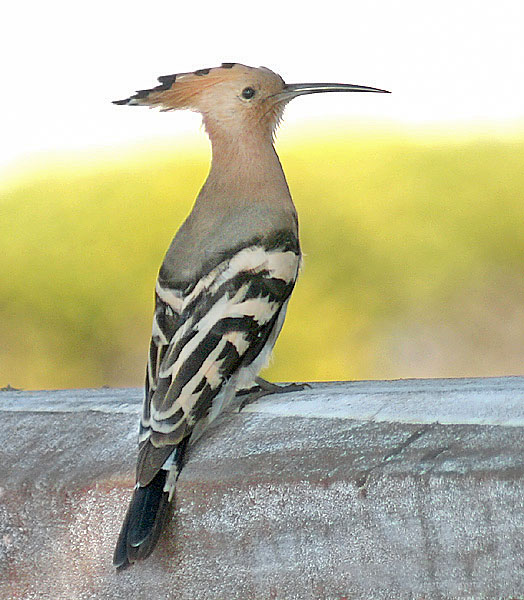
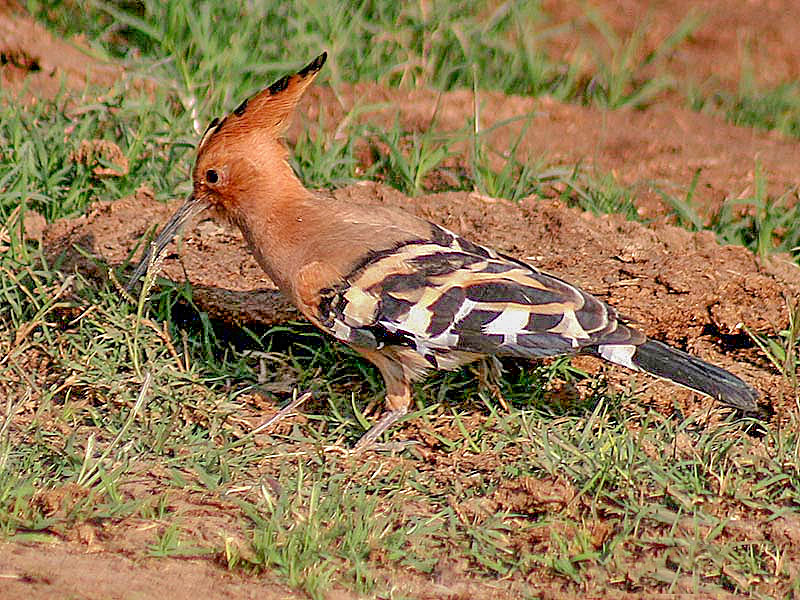
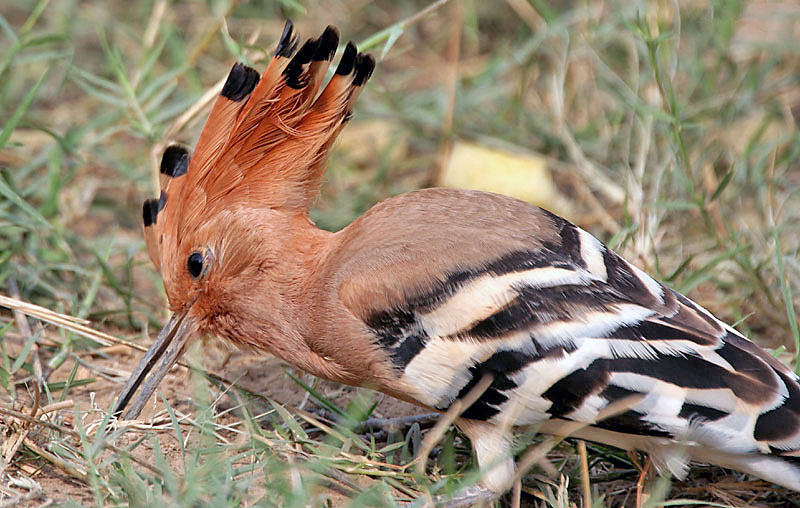
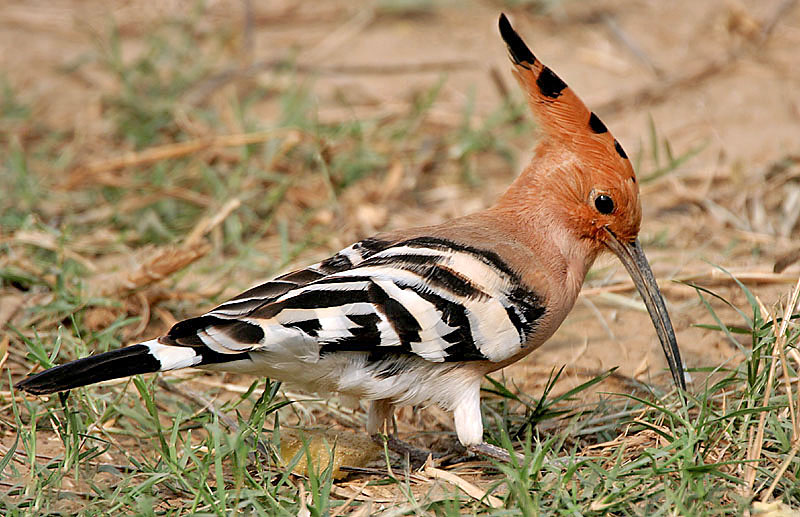
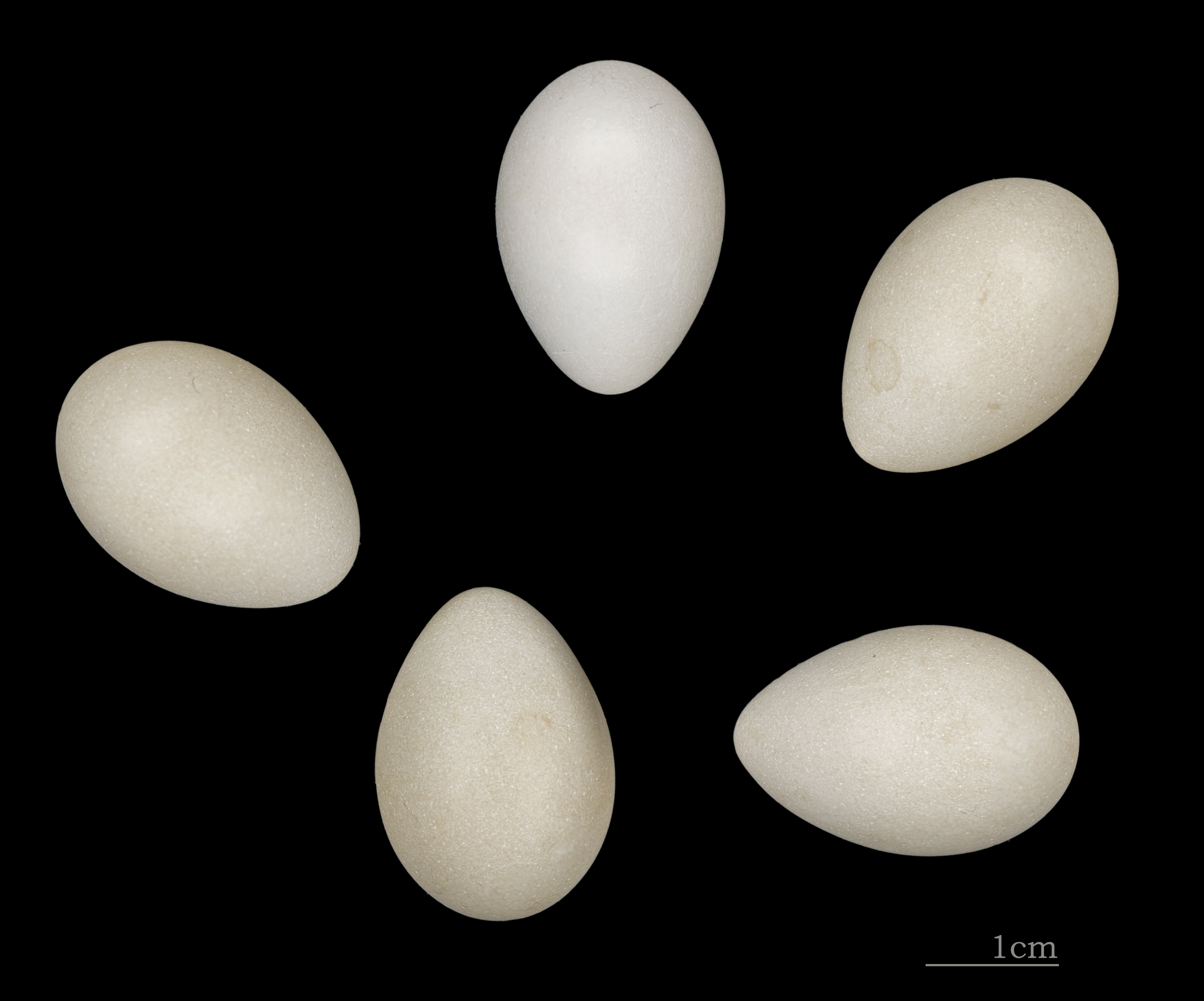